# Chaenostoma boscii
Chaenostoma boscii is een krabbensoort. De wetenschappelijke naam van de soort is voor het eerst geldig gepubliceerd in 1826 door Audouin.